# ARLUS

Carnet de membru ARLUS

ARLUS este acronimul pentru Asociația Română pentru strângerea Legăturilor cu Uniunea Sovietică, o asociație al cărei scop declarat era cunoașterea reciprocă și promovarea legăturilor de prietenie dintre România și URSS, însă, conform contraspionajului românesc, scopul declarat oficial era numai o camuflare a intențiilor reale ale Kremlinului, anume obținerea de informații, propagandă în vederea menținerii și întăririi influenței sovietice, dovedindu-se o adevărată oficină a spionajului sovietic.

## Înființarea
Inițiativa de înființare a asociației a aparținut unui grup de intelectuali „de stânga”, care se aflau în vizită în casa prof. Constantin Ion Parhon în seara zilei de 20 octombrie 1944, devenită apoi "Ziua Prieteniei româno-sovietice".
Adunarea generală constitutivă (o mare parte fiind membrii fondatori ai asociației Amicii URSS) care a avut loc pe 12 noiembrie 1944 în localul Facultății de Științe a Universității din București îi avea printre participanții fondatori pe gen. medic Bălănescu, Stroe Botez, Alex. Caratali, Marieta Dragomirescu, prof. Traian Gheorghiu, prof. Constantin Ionescu-Mihăești, dr. C. Kana, col. Mihail Maltopol, dr. Max. Marbe, col. Egizio Massini, dr. Ștefan-Marius Milcu, prof. Gheorghe Nicolau, dr. Simion Oeriu, prof. C.I. Parhon, Constantin Titel Petrescu, prof. Grigore T. Popa, prof. Nicolae Profiri, prof. Alexandru Rosetti, prof. Emil Stihi, avocatul Petre Viforeanu (însărcinat cu legalizarea asociației ca persoană juridică, având scopul declarat de a ajuta la cunoașterea reciprocă și promovarea legăturilor de prietenie dintre România și URSS la Tribunalul Ilfov, secția Notariat).
În aceeași zi au fost adoptate actul constitutiv, statutele și programul asociației, apoi a fost ales Comitetul de conducere format din: 1 președinte - C.I. Parhon; 6 vicepreședinți - toți profesori universitari: Simion Stoilov, D. Danielopol, Gh. Nicolau, N. Profiri, Dumitru Bagdasar și Dimitrie Gusti; 2 secretari generali - prof. P.P. Stănescu și dr. Simion Oeriu; 3 secretari de ședință - toți doctori - N. Enăchescu, Eduard Mezincescu și Șt. Milcu; casier - prof. E. Stihi; bilbliotecar - prof. Traian Săvulescu; comisia de cenzori - ing. T. Ionescu, prof. Dimitrie D. Pompeiu și prof. A. Potop; ca membri, pe lângă fondatori, au aderat: Constantin Agiu, prof. Gheorghe Vlădescu-Răcoasa, prof. Petre Constantinescu-Iași, prof. Simion Sanielevici, ziaristul Nicolae Cocea, artista Dina Cocea și Elena Livezeanu.
Printre fondatorii ARLUS-ului s-a numărat academicianul Grigore Benetato. În 1945 secretar general al ARLUS a fost biologul Simion Oeriu. Încercării de includere a ASTREI în ARLUS i s-au opus Nicolae Popoviciu, episcop ortodox al Oradiei, ultimul președinte al ASTREI înainte de desființare, și vicarul greco-catolic Pompeiu Onofreiu de la Sibiu.
Președintele secției ARLUS-Armată a fost generalul de divizie, comandant al Corpului 5 Teritorial, Constantin Vasiliu-Rășcanu.
În 1948 președinte al ARLUS a fost Mihail Sadoveanu, iar vicepreședinte Lascăr L. Catargiu. Lascăr L. Catargiu (zis Lăscăruș, n. 27 august 1872), căsătorit cu Elena, fiica lui Grigore Monteoru, fără copii, a moștenit de la socrul său Casa Monteoru, de pe Calea Victoriei, pe care a pus-o în 1945 la dispoziția Asociației Române pentru strângerea Legăturilor cu Uniunea Sovietică. În 1948 Elena Lascăr Catargiu a donat ARLUS atât Casa Monteoru, cât și proprietatea ei din comuna Monteoru, județul Buzău.
În Monitorul Oficial - partea I, nr. 49 din 1948 s-a publicat Legea nr 36 pentru recunoașterea ARLUS ca persoană juridică de utilitate publică.
În 1949 ARLUS a preluat bunurile ce au aparținut Casei Prieteniei Sovieto-române, ocazie cu care i-a fost adresată o scrisoare generalissimului I. V. Stalin.

## Congrese
În perioada 20-27 mai 1945 au avut loc primul Congres ARLUS și prima Conferință ARLUS.
În perioada 29-31 octombrie 1948 a avut loc al II-lea Congres general ARLUS.
În perioada 3-5 noiembrie 1950 a avut loc al III-lea Congres ARLUS.
În perioada 8-9 octombrie 1955 a avut loc al IV-lea Congres ARLUS.

## Activitatea

Clădirea în care a funcționat sediul ARLUS, inițial Palatul Societății Funcționarilor Publici

În practică, activitatea ARLUS era condusă de Secretarul General și susținută de un vast aparat de activiști salariați, având o serie de secții pe specialități (organizatorică, propagandă, presă, cadre etc). Au fost înființate filiale și „cercuri ARLUS” în instituții, întreprinderi și localități unde s-au „înscris” numeroși membri, numărul ajungând în 1950 la 20.207 de cercuri și „4 milioane de membri”.
Încă de la înființarea sa, Asociația ARLUS a avut ca prim-obiectiv, conform Statutului publicat în 17 decembrie 1944, deschiderea unei secțiuni cu denumirea Cartea Rusă. Această secțiune avea ca sarcină crearea unei edituri și a unei librării. În primii 9 ani de activitate, Editura Cartea Rusă publicase deja 1.468 de titluri, dintre care, 406 în limbile minorităților, în 20.750.000 de exemplare. Editura ARLUS-Cartea Rusă a funcționat până în 1968. Majoritatea titlurilor publicate au fost broșuri propagandistice.
Planul editorial al editurii Cartea Rusă avea următoarele obiective:
- traduceri din scriitori sovietici și clasici ruși;
- autori occidentali democrați;
- scriitori români democrați;
- cărți pentru copii și tineret;
- cărți de popularizare;
- lucrări privind viața și cultura sovietică.

ARLUS a publicat și o serie de periodice: „Veac Nou“, „Caietele ARLUS“, „Analele Româno-Sovietice”.
Revista săptămânală Veac nou, oficios al asociației, a fost înființată în 10 decembrie 1944, cu scopul expres de a fi „canalul de emisie” a mesajelor propagandistice și pentru a coordona „programul cultural” de transformare a presei românești într-un "organizator colectiv".
Un alt produs propagandistic a fost Biblioteca Centrală ARLUS, care a dezvoltat un întreg sistem de filiale în teritoriu. La începutul anilor ’60, când ARLUS și-a restrâns drastic activitatea, iar Editura Cartea Rusă a dispărut, o parte din fondurile Bibliotecii ARLUS, precum și ale altor biblioteci create ori “patronate” de sovietici au intrat în colecțiile Bibliotecii Centrale de Stat. Din acest motiv, majoritatea acestor cărți prezintă ștampile precum: “Biblioteca ARLUS”, “Biblioteca Societății pentru Răspândirea Științei și Culturii”, “Biblioteca Institutului Român pentru Relații Culturale cu Străinătatea” etc.

## Desființarea
„Naționalistul” Gheorghe Gheorghiu-Dej constata că ARLUS devenise cea mai mare organizație (sovietică) de masă din țară ce dispunea de un număr considerabil de activiști salariați și importante fonduri bănești, având o influență exagerată în societatea românească.
Pentru a diminua din puterea și influența ARLUS (fief al ramurii comuniștilor internaționaliști filosovietici), ramura naționalistă a conducerii comuniste a României începe „atacul” chiar pe timpul desfășurării celui de-al IV-lea Congres al ARLUS din Octombrie 1955, astel că, la finalul lucrărilor, Congresul aprecia că forma de organizare pe cercuri era depășită și se renunță la ea. De asemenea, s-a hotărât tăierea bazei de finanțare prin sistarea încasării de cotizații și eliberarea unor noi carnete de membru al ARLUS.
De facto, ARLUS a fost desființat în 1964, nu mult după ce, în aprilie 1964, Biroul Politic și apoi CC al PMR au adoptat "Declarația cu privire la poziția PMR în problemele mișcării comuniste și muncitorești internaționale", în care PMR declara că fiecare stat comunist este suveran, acționând după principiul independenței, nerecunoscând nevoia existenței unui partid - "frate mai mare".
De jure, prin Legea nr.7 din 8 ianuarie 1998, privind declararea ca abrogate a unor acte normative era abrogată Legea nr. 36/1948 privind recunoașterea Asociației Române pentru strângerea Legăturilor cu Uniunea Republicilor Sovietice Socialiste "ARLUS" ca persoană juridică de utilitate publică, publicată în Monitorul Oficial nr. 49 din 28 februarie 1948, cu modificările ulterioare.
După 1979 sarcinile ARLUS au fost preluate de către Institutul Român pentru Relații Culturale cu Străinătatea.

## Vezi și
- Casa Monteoru